# Geografía de Egipto

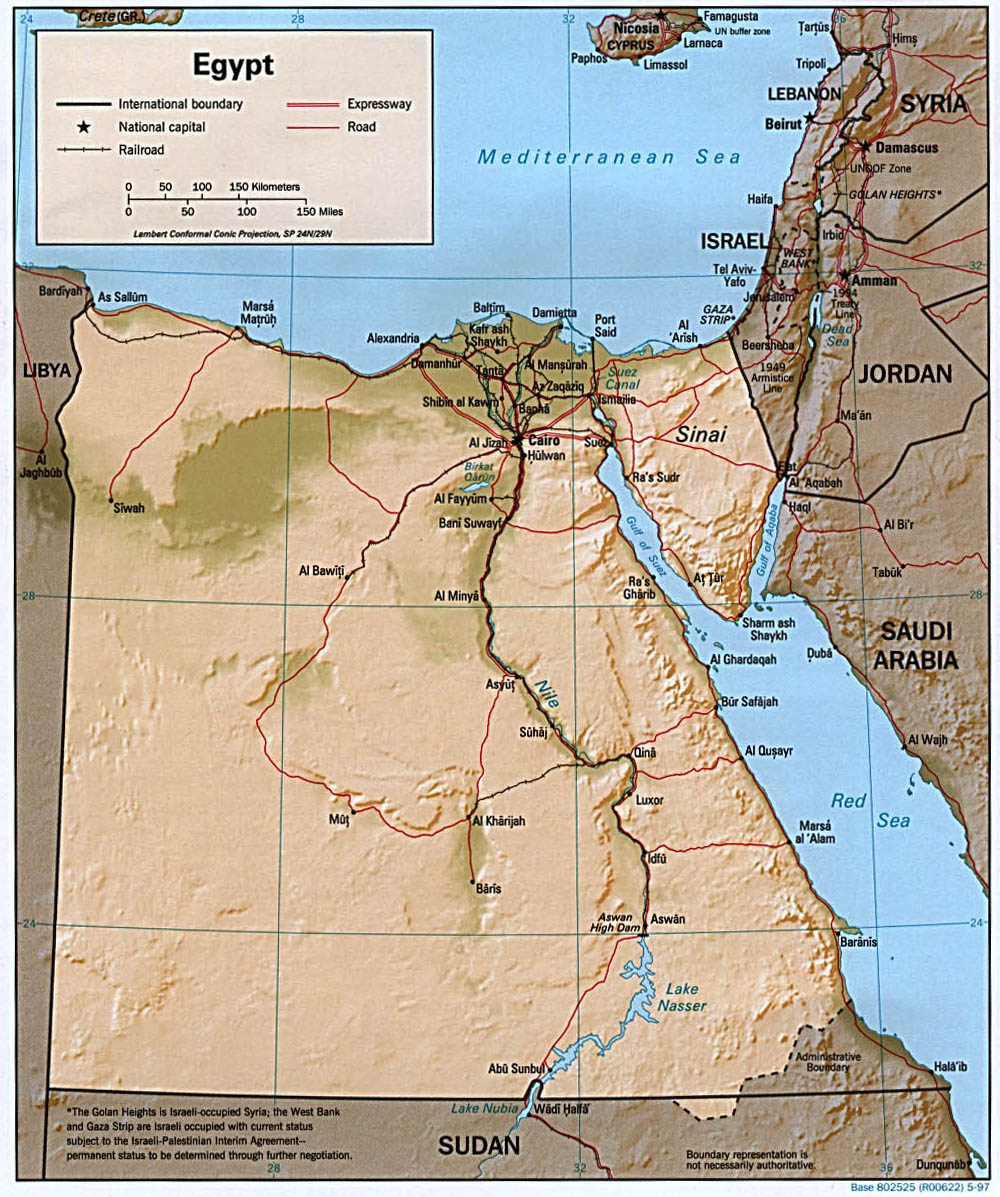
Mapa físico de Egipto.

La geografía de Egipto se caracteriza por un clima desértico mitigado por la influencia del río Nilo y sus mares limítrofes. Egipto se encuentra entre dos continentes: África y Asia. Está situado en el extremo noreste de África.

## Regiones naturales
A pesar de cubrir solo alrededor del 6,5 % del área total de Egipto; el río Nilo y el Delta del Nilo especialmente son las regiones más importantes, ya que son las únicas áreas cultivables del país y dan soporte al 99 % de la población. El valle del Nilo se extiende aproximadamente a 800 millas náuticas desde Aswan hasta las afueras de El Cairo. El valle del Nilo es muy bueno haciendo agricultura y se lo conoce como Alto Egipto, mientras que la región del delta del Nilo se conoce como Bajo Egipto. Acantilados rocosos escarpados se elevan a lo largo de las orillas del Nilo en algunos tramos, mientras que otras áreas a lo largo del Nilo son planas, con espacio para la producción agrícola. En el pasado, las inundaciones del Nilo durante el verano proporcionaron limo y agua para hacer posible la agricultura en tierras que de otra manera estarían muy secas. Desde la construcción de la presa de Asuán, la proporción y población en el valle del Nilo depende de la irrigación. El delta del Nilo consiste en áreas planas y bajas. Algunas partes del delta son pantanosas y anegadas, y por lo tanto no son aptas para la agricultura. Otras áreas del delta se utilizan para la agricultura.

## Valle del Nilo y delta

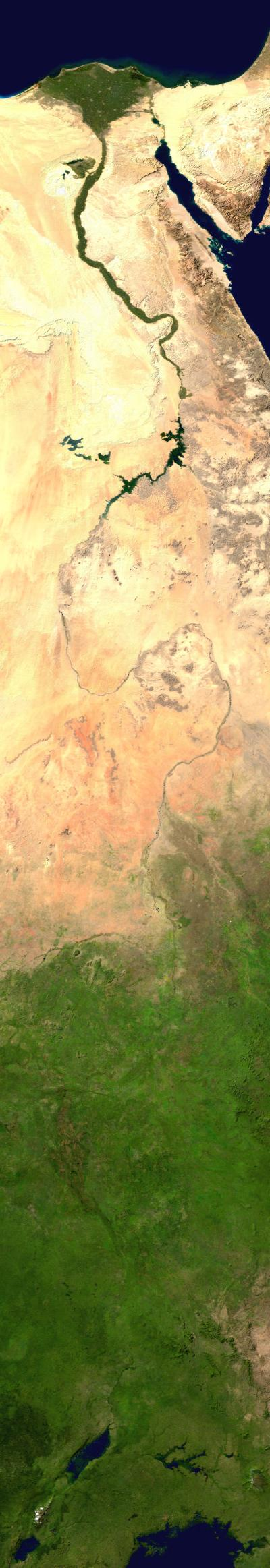
Río Nilo, de una composición de la NASA

Sin el canal abierto por el Nilo a largo de todo el país, todo Egipto sería un desierto. Los tres ríos que alimentan el Nilo en Egipto son el Nilo Blanco, el Nilo Azul y el río Atbara, que cubren unos 1600 km. 
El Nilo Blanco, que nace en el lago Victoria, en Uganda, aporta el 28 % del caudal del río. En su recorrido desde el lago Victoria hasta Yuba, en Sudán del Sur, desciende más de 600 m. En los 1600 km hasta Jartum, desciende solo 75 m. En Sudán del Sur, el Nilo Blanco pasa a través del Sudd, una amplia llanura cubierta de vegetación pantanosa  que hace que el río parezca casi estancado.
El Nilo Azul, que se origina en el lago Tana, en Etiopía, aporta el 58 % del agua del Nilo en Egipto. Tiene una pendiente más pronunciada y fluye con más rapidez que el Nilo Blanco, al que se une en Jartum. Durante varios kilómetros al norte de Jartum, el agua que circula por la orilla oriental del río, está visiblemente embarrada, mientras que, en la otra orilla, la que procede del Nilo Blanco, es clara.
El río Atbara, mucho más corto, que también se origina en Etiopía, se une a la corriente principal al norte de Jartum, entre la quinta y la sexta catarata. Durante la época seca, de enero a junio, el río se convierte en una serie de pozas, mientras que en época de lluvias en las tierras altas etíopes, aporta el 22 % del caudal del Nilo.
El Nilo Azul tiene un patrón similar, en la estación seca aporta el 17 % del caudal, pero en época de lluvias aporta el 68 %. El Nilo Blanco, por contra, aporta el 80 % en época seca, y el 10 % en época húmeda. Antes de la construcción de la presa de Asuán, el Nilo Blanco regaba Egipto durante el año, mientras que las lluvias estacionales en Etiopía hacían crecer el río y depositaban los fértiles lodos que hacían crecer las cosechas en las orillas, entre agosto y octubre, aunque a veces la crecida empezaba en junio en Asuán y duraba hasta enero.
El Nilo entra en Egipto a pocos km al norte de Wadi Halfa, un pueblo sudanés reconstruido más arriba del cauce cuando se construyó la presa y se inundó el lecho del río. Como consecuencia, el Nilo entra en Egipto como parte del lago Nasser, que se extiende 320 km en Egipto y 158 km en Sudán, donde se conoce como lago Nubia. El lago Nasser, en la Baja Nubia o Wawat, entre el Alto Egipto y el norte de Sudán, llena el estrecho cañón entre los acantilados de arenisca y granito creados por el fluir del río durante siglos.
Más abajo de Asuán, la llanura de inundación a lo largo del lecho del río forma una estrecha franja cultivada de no más de 20 km de anchura. Al norte de Esna (160 km al norte de Asuán), la meseta a ambos lados del valle se halla como mucho a 550 m de altitud. En Quena (90 km al norte de Esna), los acantilados de 300 m fuerzan al Nilo a cambiar de curso unos 60 km hacia el sudoeste antes de que gire hacia el noroeste unos 160 km antes de Asiut. Al norte de Asiut, los escarpes disminuyen a ambos lados, y el valle alcanza su máxima amplitud, hasta 22 km.
En El Cairo, el Nilo se extiende sobre lo que una vez fue un amplio estuario, posteriormente rellenado con depósitos de cieno, de forma que ahora es un fértil y amplio delta con forma de abanico, con 260 de amplitud en el mar y 160 km de norte a sur. El delta cubre unos 22.000 km2. De acuerdo a registros históricos, en el siglo I, en el delta había siete brazos. A principios del siglo XX, tenía seis brazos. Después, la naturaleza y el ser humano han dejado solo dos ramales. Al este, el ramal de Damieta (o Dumyat), de 240 km, y al oeste, el ramal de Rosetta, de 235 km. Ambos ramales llevan los nombres de los puertos situados en sus respectivas bocas. Una red de canales de drenaje e irrigación complementa los ramales. En el norte, cerca de la costa, el Nilo abraza una serie de marismas salinas y lagos, los más notables de los cuales son los de Idku, Burullus, que es sitio Ramsar, y Manzilah.
La productividad y fertilidad de las tierras adyacentes al Nilo depende del limo depositado durante las crecidas. Las investigaciones muestran que la gente vivió en otro tiempo en niveles más altos junto al río, probablemente porque las crecidas eran mayores o el curso del río más elevado. Las crecidas eran impredecibles, podían ir de 1200 millones a 4500 millones de m3. La construcción de presas ha convertido el curso medio del río en una predecible cuenca de regadío. El lago Nasser, el mayor embalse del mundo se planeó para recoger las lluvias de África Central y del Este. Las presas han afectado la fertilidad del valle, que durante siglos ha dependido de las aguas del río y los sedimentos dejados durante las crecidas. Se calcula que los depósitos en el valle empezaron hace diez mil años, llegando a acumular en algunos lugares hasta 9 m de sedimentos. Más de 10 millones de toneladas de materiales sólidos pasaban cada año por El Cairo. Actualmente, los sedimentos quedan retenidos en el lago Nasser. Como consecuencia, los niveles de salinidad del agua en el delta no dejan de aumentar, así como la erosión de las orillas en el Alto Egipto y en el delta, en la orilla del mar Mediterráneo. 

#### El desierto occidental

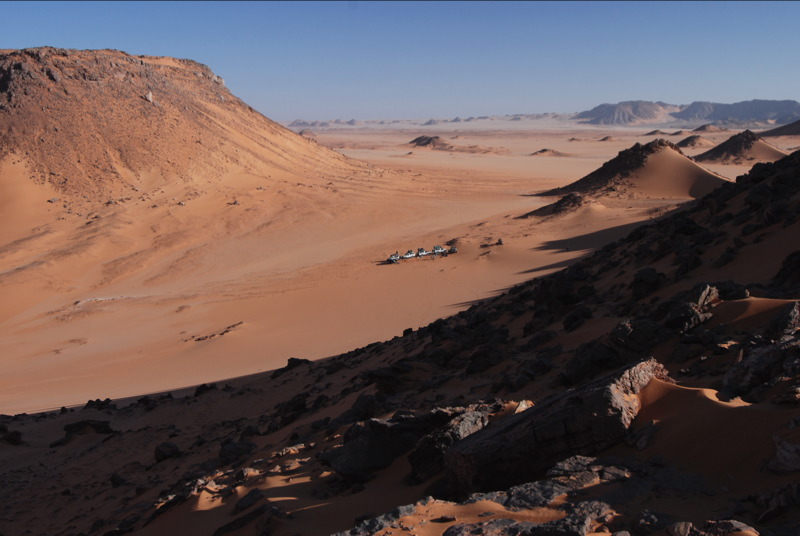
Meseta de Gilf Kebir, en el desierto occidental

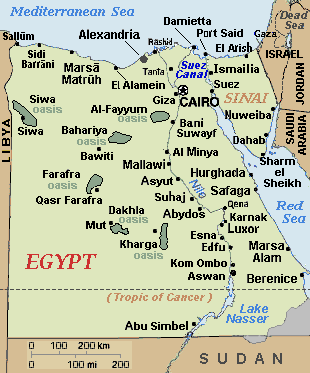
Oásis en el desierto occidental de Egipto.

El desierto occidental cubre un área de 700.000 km2, unos dos tercios de la superficie del país. Se extiende al oeste del Nilo desde el mar Mediterráneo hasta la frontera de Sudán. La meseta de Gilf Kebir, con una altitud media de 1000 m es la excepción en un territorio ininterrumpido de fondo rocoso cubierto de capas horizontales de sedimento que forman una extensa llanura o meseta baja. El Gran mar de arena se encuentra dentro de este desierto y se extiende desde el oasis de Siwa hasta Gilf Kebir. En varios lugares se encuentran escarpes y profundas depresiones o cuencas, pero no hay ríos que entren o salgan del lugar.
El gobierno ha considerado que el desierto occidental es una región fronteriza y ha sido dividida en dos gobernaciones: Matrú, al norte, y Nuevo Valle, al sur. Hay siete depresiones importantes en el desierto occidental, y todas son consideradas oasis excepto la mayor, la depresión de Qattara, cuya agua es salada. Esta tiene una extensión de 19.605 km2 y en su punto más bajo está a 133 m bajo el mar. En las otras seis depresiones, hay algún asentamiento, aprovechando el agua del Nilo o de algún acuífero. Los mayores oasis son el oasis de Siwa, habitado hace miles de años, el Fayún, Bahariya, Farafra, Dajla y el mayor, Jariyá. El lago salino de Birket Qarun, al norte de Fayún, drenaba en el Nilo antiguamente. En Fayún, la agricultura de riego cubre unos 1800 km2.

#### El desierto oriental
El desierto oriental, al este del Nilo, es relativamente montañoso. Se eleva abruptamente desde el río y forma una meseta inclinada de arena  de unos 100 km de colinas rocosas, secas y sin vegetación que discurren desde la frontera de Sudán hasta el delta.  Las colinas ascienden en ocasiones por encima de los 1900 m. La región más prominente, son las colinas del mar Rojo o Itbay, que se extienden desde el este del valle del Nilo, al sudeste de Egipto, hasta el golfo de Suez y el mar Rojo. Separan la estrecha llanura costera del desierto oriental. Las escasas lluvias en las montañas, unos 200 mmm, han credo una serie de uadis secos que se alargan hacia el Nilo.

#### Península del Sinaí
La península del Sinaí es una península de forma triangular de 61.100 km2. Como el desierto oriental, posee montañas en el sur, que son una extensión de las colinas del mar Rojo e incluyen el monte Catalina, de 2642 m. El extremo meridional de la península tiene una costa estrecha que desciende hasta el mar Rojo y el Golfo de Áqaba. El acantilado se eleva en el sur unos mil metros. Hacia el norte, la elevación de la meseta desciende. El tercio norte es llano, con una costa arenosa llana que se extiende desde el canal de Suez hasta la franja de Gaza e Israel.

## Áreas urbanas y rurales
En el censo de 1970, el 57 % de la población de Egipto se contabilizó como rural, incluidos los que residen en las zonas agrícolas en el valle del Nilo y el delta, así como el número mucho menor de personas que viven en las zonas desérticas. Las áreas rurales difieren de las urbanas en términos de pobreza, tasas de fertilidad y otros factores sociales. La agricultura es un componente clave de la economía en las áreas rurales, aunque algunas personas están empleadas en la industria turística u otras ocupaciones no agrícolas. En 1992, el porcentaje de la población egipcia empleada en la agricultura era del 33 %. La industria agrícola depende de irrigación del río Nilo.

## Hidrografía

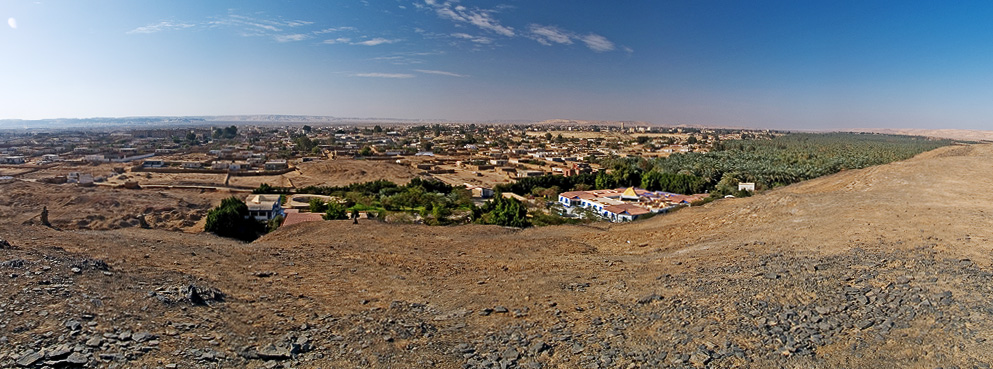
Oasis de Bahariya.

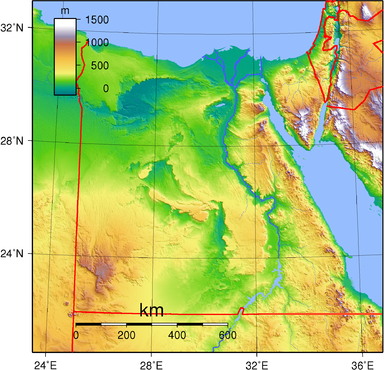
Topografía de Egipto

La pluviosidad es casi nula. Las precipitaciones, por lo común de carácter torrencial, son siempre inferiores a los 250 mm anuales, y las mayores cantidades se registran en el litoral: Alejandría (184 mm) recibe las máximas precipitaciones (El Cairo 24 mm y Asiut 3 mm). La media anual es de 181 mm anuales, con máximo en las cumbres de 310 mm hg térmica anual es poco notoria, mientras que la oscilación diurna alcanza valores muy altos. 
El Nilo es la única fuente fluvial permanente en Egipto, ni siquiera recibe afluentes en territorio egipcio, en el que penetra después de la segunda catarata. Al norte de Asiut, un brazo lateral, el Bahr Yūsef o "Canal de la localización de José", que desagua en la depresión de El Fayum (lago Moeris de la Antigüedad, hoy lago Qārūm), sigue paralelamente la margen izquierda del Nilo. El lago Qārūm actúa como regulador del caudal del río. El delta se inicia en El Cairo y sus dos brazos son el Damietta (Dumyāt) al este y el Rosetta (Rashid) al oeste. Las crecidas del Nilo se producían de junio a septiembre. Las inundaciones anuales y el acarreo de limos regaban y fertilizaban el suelo egipcio, supliendo la falta casi total de precipitaciones necesarias para los cultivos antes de la construcción de la presa de Asuán. La vegetación, abundante en el delta y a los oasis del desierto líbico. Gracias a un sistema de regadío proveniente del lago Nasser, el Canal de Toshka, el área cultivada va ampliándose extraordinariamente al internarse en zonas desérticas.

## Economía de Egipto
La economía de Egipto acostumbra a estar altamente centralizada, centrada en la sustitución de importaciones iniciada bajo la presidencia de Gamal Abdel Nasser (1954-1970). Durante el gobierno de Abdelfatah El-Sisi (2014-presente) la economía persigue la Visión de Egipto 2030, una ambiciosa agenda lanzada en febrero de 2016 que consiste en ocho objetivos nacionales que deben conseguirse en 2030 de acuerdo con los Objetivos de Desarrollo Sostenible de Naciones Unidas y la estrategia de desarrollo sostenible para África 2063. Los ocho objetivos son: calidad de vida, igualdad e inclusión, economía robusta, conocimiento e innovación, medio ambiente sostenible, gobernanza, paz y seguridad, y liderazgo. La política está dirigida a diversificar la economía del país, que es la segunda mayor de África, después de Nigeria, de acuerdo al Producto interno bruto, y la 41 de mundo.

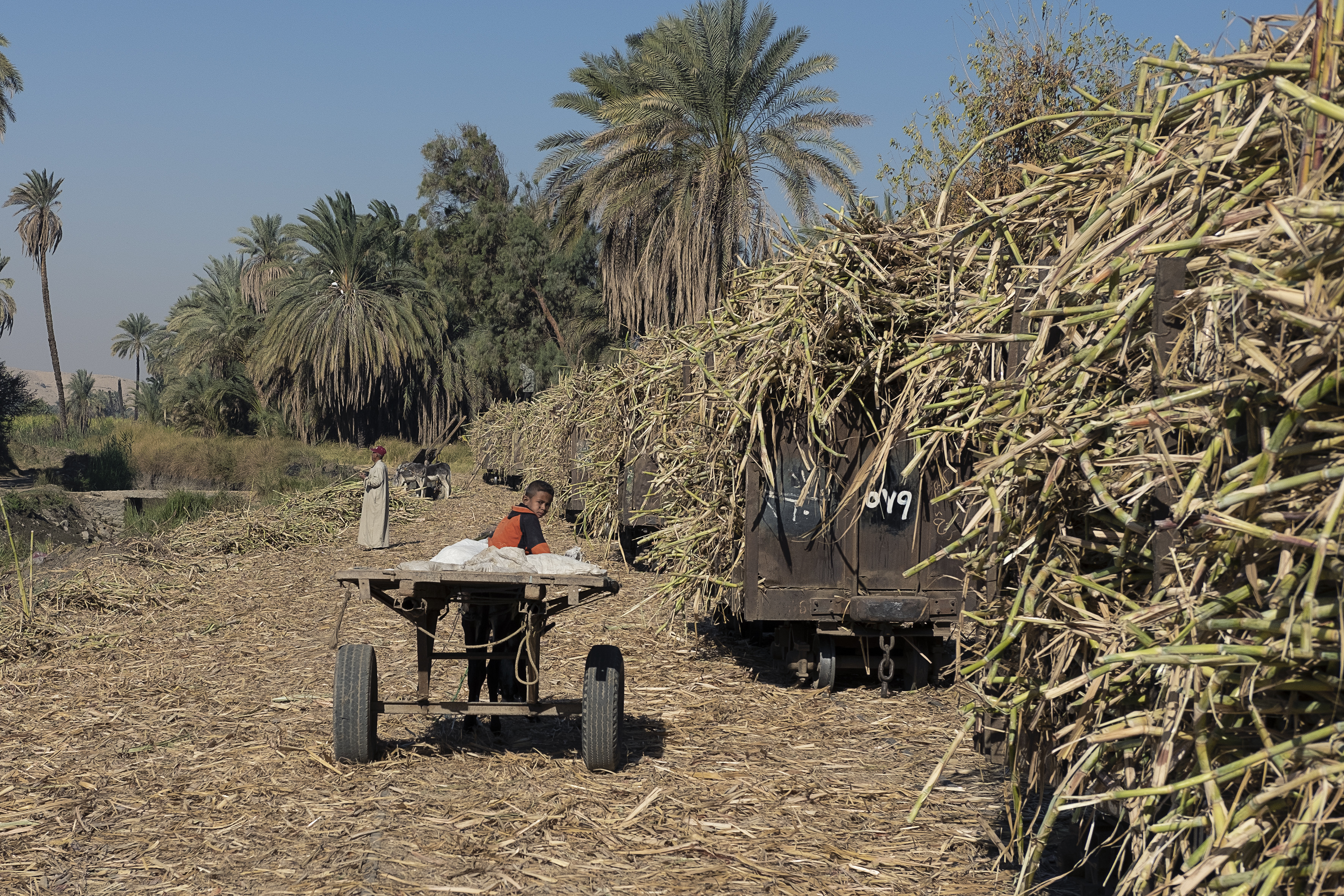
Caña de azúcar en Egipto

Desde la década de 2000, el ritmo de las reformas estructurales (incluidas políticas monetarias y fiscales, tasación, privatización y legislación para emprendedores) ayuda a Egipto a moverse hacia una economía de mercado que ha impulsado una mayor inversión extranjera. Las reformas han fortalecido los resultados macroeconómicos, reduciendo el desempleo y la pobreza. La estabilidad y la proximidad de Europa han incrementado las exportaciones.
La principal exportación de Egipto consiste en gas natural, y en productos no petrolíferos como ropa confeccionada, textiles de algodón, productos médicos y farmacéuticos, cítricos, arroz y cebolla seca, y recientemente, cemento, acero y cerámica. Italia y EE UU son los principales importadores de Egipto.
Las principales importaciones consisten en productos farmacéuticos, trigo, maíz, vehículos y repuestos de automóviles. Según la Organización Internacional para las Migraciones, aproximadamente 2,7 millones de egipcios en el extranjero contribuyen activamente al desarrollo de su país a través de la entrada de remesas, la circulación de capital humano y social.

#### Agricultura

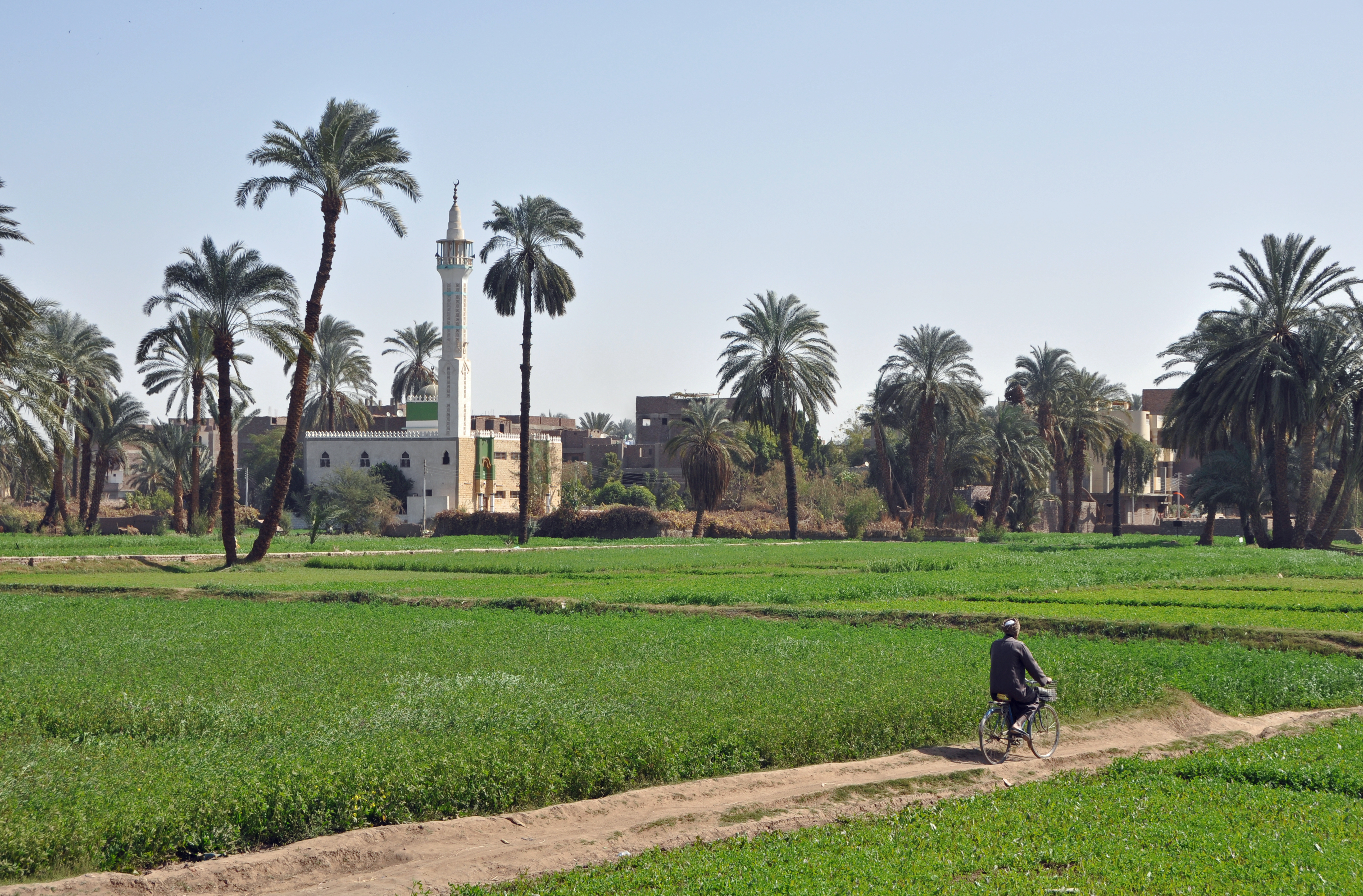
Granja en Egipto

En 2010, el área fértil de Egipto era de 3,6 millones de hectáreas (36.000 km2), de los que un cuarto se han recuperado del desierto tras la construcción de la presa de Asuán. El gobierno quiere añadir otros 48.000 km2 hacia 2030. Aunque solo el 3 % de la tierra es arable, es extremadamente productiva, con dos o tres cosechas anuales.  El 25 % de las tierras están en peligro de salinización por culpa de la retención de limos en Asuán.
En 2016, Egipto era el primer productor mundial de dátiles, el segundo de higos, el tercero de berenjenas, el cuarto de fresas y leche de búfala, y el quinto de tomates y sandías. El algodón, del que fue gran exportador, ya no es tan importante. Produce grandes cantidades de trigo, maíz, caña de azúcar, frutos y vegetales, piensos compuestos y arroz. Con todo, importa trigo de EE UU y Rusia, y exporta arroz. Por área cultivada, destacan los cítricos, los dátiles y uvas. En orden de toneladas, están el maíz, el trigo, el arroz, las patatas y las naranjas. En el Sinaí, se cultiva el higo chumbo. Las parcelas de cultivo tienen poca extensión debido a las reformas agrarias. En 1990, había tres millones de pequeños cultivadores, la mayor parte de los cuales tenía menos de 5 feddans (unas 2 hectáreas).

#### Industria
Egipto tiene su propio fabricante de automóviles, El Nasr Motors, que factura vehículos bajo licencia de Zastava, Daimlier, Kia y Peugeot. Por modelos, Jeep Cherokee, la estrella, Kia Spectra, Peugeot 405 y 406. También tienen fábricas en Egipto Arab American Vehicles, Egy-Tech Engineering, Ghabbour Group (autobuses, camiones, automóviles y motocicletas), WAMCO (Watania Automotive Manufacturing Company) y MCV. Este último representa a Mercedes Benz y produce autobuses y camiones para la venta doméstica y para exportar al mundo árabe, Latinoamérica y Europa oriental. La fábrica de El Salheya emplea a 2500 personas.
En la industria química, destaca la fábrica de fertilizantes Abu Qir Fertilizers and Chemicals Industries Company, que produce la mitad del fertilizante nitrogenado del país. Otro fabricante de fertilizantes es Egypt Basic Industries Corporation (EBIC). La mayor compañía de electrodomésticos es Olympic Group y la mayor compañía de componentes electrónicos, Bahgat Group. Ambas son conglomerados de empresas.
Egipto es el 20 productor de acero del mundo, con 10,3 millones de toneladas en 2021. La mayor compañía es Ezz Steel, la más grande de oriente Medio y norte de África, con cuatro plantas en Alejandría, Sadat, Suez y Madīnat 'Ashirh min-Ramaḍān (Ciudad del 10 de Ramadán), y la 77 del mundo en 2020, con 4,57 millones de toneladas.
Una de las mayores industrias y que más empleo genera es la textil, que genera un cuarto de las exportaciones no petroleras del país. El sector público representa el 90 % de la hilatura de algodón, el 60 % de la producción de tejidos y el 30 % de la producción de prendas de vestir en Egipto. La mayor empresa es Misr Fine Spinning and Weaving, la más grande África y el Medio Oriente. Arafa Group es un fabricante y minorista mundial de ropa.

## Construcción
La empresa constructora más grande Egipto es Orascom Construction, activa en más de 20 países. Es la primera multinacional egipcia. Produce cemento en Egipto, Argelia, Turquía, Pakistán, norte de Irak y España, con una producción anual combinada de 21 millones de toneladas. Otro gran conglomerado es el Talaat Moustafa Group.

#### Nuevas ciudades
La Nueva Capital Administrativa de Egipto es un proyecto a gran escala en construcción desde 2015, anunciada por el entonces primer ministro Mostafá Madbuli. Otra ciudad en construcción es New Alamein, en la costa mediterránea, una de las ciudades de cuarta generación que se está construyendo en el país.

## Energía
En el verano de 2014, Egipto sufrió una larga serie de averías que fomentaron un plan de reformas para evitar nuevos incidentes. En 2015 se descubrió el campo de gas Zohr en el Mediterráneo, a 150 km de la costa. En 2020, Zohr representaba el 40 por ciento de la producción total de gas de Egipto. En 2021, la Egyptian Natural Gas Holding Company (EGAS) aseguraba que el país cubría sus necesidades totales de gas con la producción de 31 pozos.
Egipto forma parte del proyecto del Interconector EuroAfrica, que conecta Egipto con Grecia a través de Chipre y une al país a la red europea de energía.

## Áreas protegidas de Egipto
Según la IUCN, en Egipto hay 50 áreas protegidas que ocupan una superficie terrestre de 129.390 km2, el 13,14 % de los 984.997 km2 del país, y 11.716 km2 de áreas marinas, el 4,95 % del área que pertenece al país, 236.612 km2. Hay 3 parques nacionales, 5 reservas naturales estrictas, 3 paisajes protegidos, 13 áreas protegidas, 2 reservas naturales de conservación, 2 monumentos naturales, 1 área protegida patrimonio natural, 11 áreas de uso múltiple, 1 área protegida marina, 1 área geológica protegida y 1 área de recursos protegidos. Además, hay 4 sitios Ramsar, 2 reservas de la biosfera de la Unesco y 1 sitio patrimonio de la Humanidad.

## Demografía de Egipto

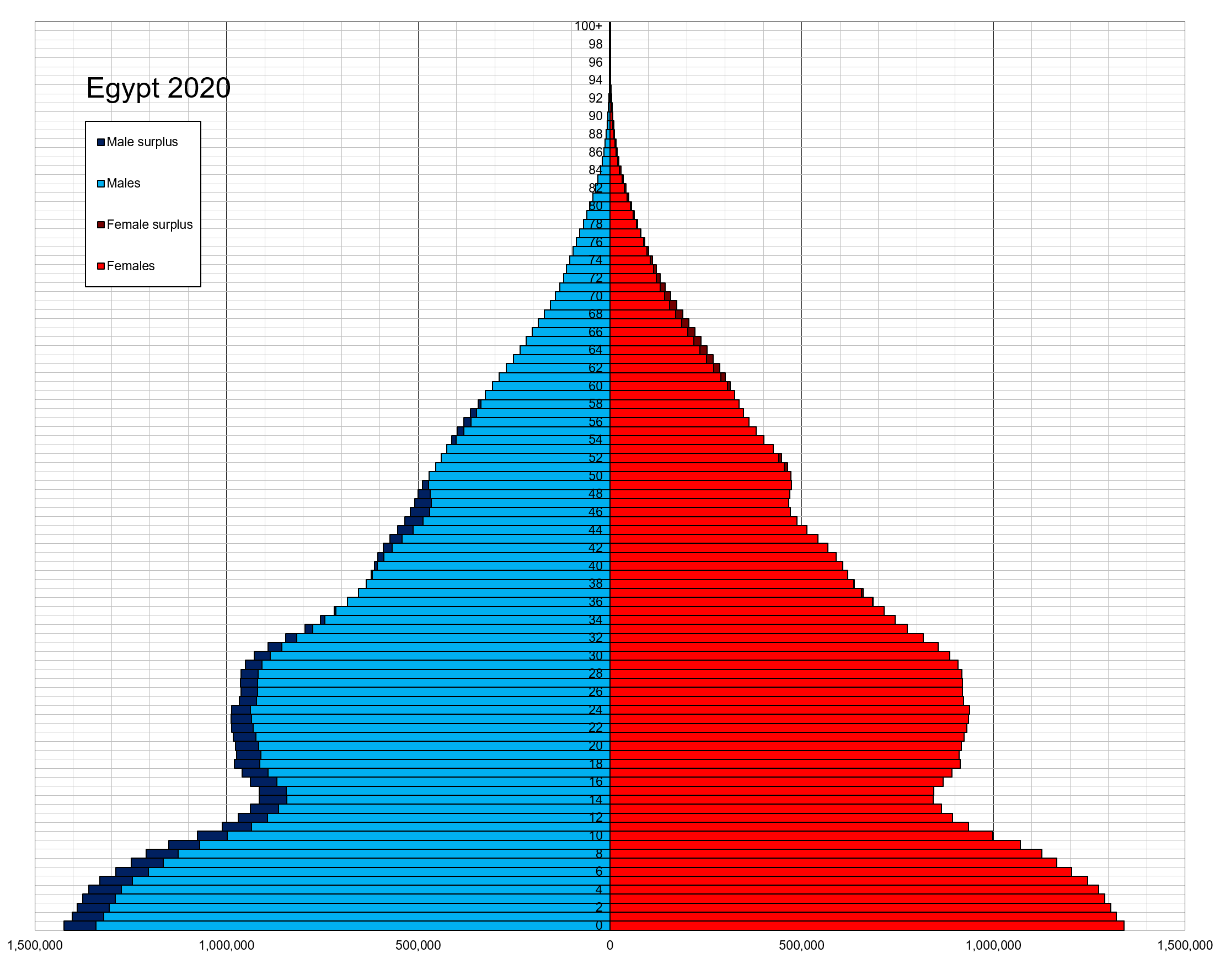
Pirámide de población en Egipto en 2020

En Egipto se calcula una población en julio de 2023 de 112.400.000 de personas, con una tasa de crecimiento del 1,94%, que representa unos dos millones más de personas cada año. La tasa de fertilidad es de 3,3 hijos por mujer, por encima de la tasa de reemplazo de 2,1, lo que pone en dificultades el crecimiento de la renta per capita (3798 euros en 2022), y deja a un tercio de los egipcios por debajo del índice de pobreza. La densidad de población es de 113,23 habitantes por km2, muy concentrados en el delta y el lecho del Nilo. un 60% de la población tiene menos de 30 años, con una media de edad en 2023 de 24,1 años.
En 1934, el país tenía 15,5 millones de habitantes; en 1960, con 7,2 hijos por mujer, tenía 28 millones de habitantes; en 1980, con una tasa de 5,3 hijos por mujer, 45 millones de habitantes. Desde entonces, la natalidad ha ido descendiendo, pero las mejoras sanitarias en los nacimientos y la esperanza de vida, que pasa de 50 años en 1960 a 71 años en 1980 produce un gran aumento de la población en los últimos decenios. Se calcula que el país encontrará el equilibro en 2050 con 123,5 millones de habitantes. Las ciudades más pobladas son El Cairo, con 7,7 millones de habitantes, Alejandría, con 3,8 millones, y Guiza, con 2,5 millones.

#### Etnias de Egipto

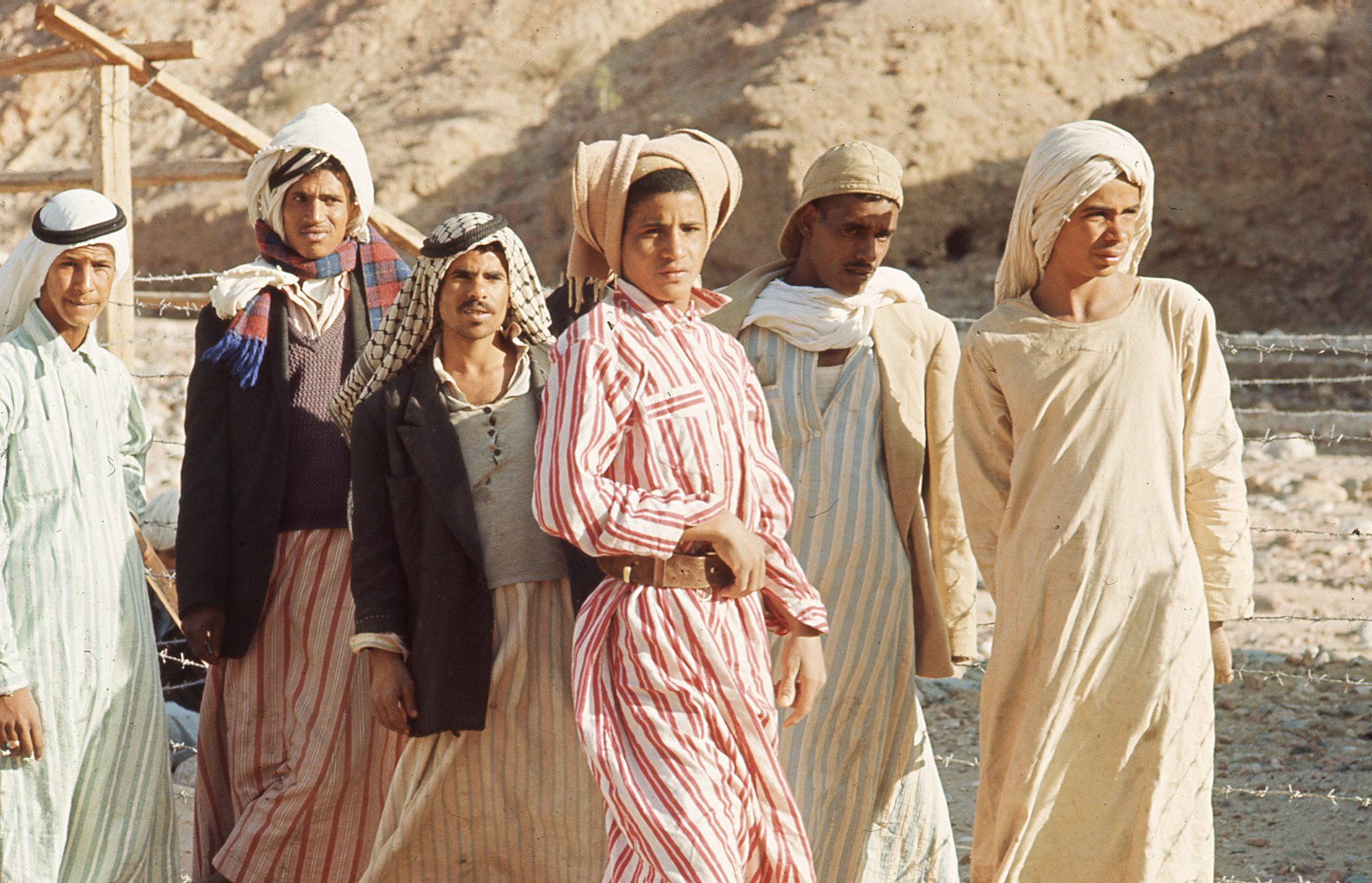
Beduinos en el Sinaí

El 95 por ciento de la población es egipcia, de religión islámica. El resto son minorías como los bereberes del oasis de Siwa, los nubios del sur de Egipto, los beduinos y los coptos.
- Beduinos. Principalmente en la península del Sinaí. Están formados por distintas tribus, algunas de las cuales son nómadas, aunque son una minoría. En 2015 se calculaba que en Egipto había 1,2 millones, sobre una población global de 25 millones. En el sur de Sinaí se dividen en 8 tribus. La mayor es la tribu jabaliya, las otras son muzeina, gharaja, sawalha, aligheit, awlad, said y beni hassan. Todas son árabes, aunque los jabaliyas podrían haber venido de Macedonia en el siglo VI para ponerse el servicio de los monjes en Santa Catalina, en cuya vecindad hay unos 7000 beduinos.[19]

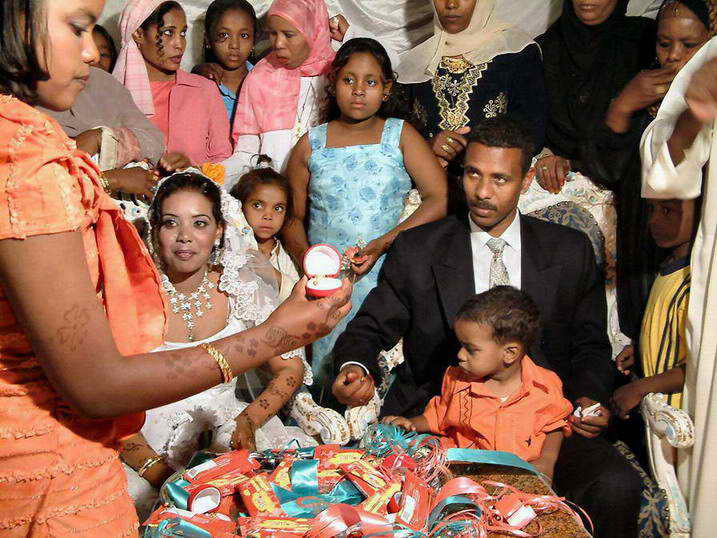
Boda nubia en Egipto, cerca de Asuán

- Nubios. Se cree que en el Alto Egipto viven unos 3 o 4 millones de nubios, que pasaron a pertenecer al país cuando se formaron las fronteras con Sudán en 1899. La nubia egipcia forma parte de la gobernación de Asuán. Los nubios, habitantes del sur de Egipto y el norte del Sudán, estuvieron conectados con Egipto durante milenios. La dinastía XXV estuvo formada por faraones nubios del reino de Kush en el siglo VII a. C. El grupo etnolingüístico, que vive al norte del lago Nasser es histórica y culturalmente distinto de otras comunidades de Egipto. Con la construcción de la presa de Asuán, la mayoría de aldeas nubias fueron reubicadas en un proyecto llamado Nasr El-Nuba, cerca de Kom Ombo, y provocó la migración de miles de nubios a ciudades como El Cairo, Alejandría y Suez, además de una diáspora a otros países.[20][21] Según Joshua project unos 500.000 son fedicca-mohas y hablan nobiin o nubio, y unos 60.000 son kunuz y hablan mattoki o kenzi, la otra lengua nubia.[22]

- Bereberes. Según Joshua Project hay unos 25.000 bereberes en los oasis de Siwa y Gara, cerca de la frontera con Libia, que hablan la lengua siwi, un dialecto bereber. Son musulmanes y la poligamia está permitida. Son sobre todo granjeros que cultivan dátiles y olivas, así como trigo, cebada, sorgo, cebollas, etc. Tienen vacas, cabras, burros, perros y unas cuantas ovejas, pero no tienen camellos.[23]

- Coptos. Entre 5 y 7 millones de etnia egipcia, el 6-9 por ciento de la población, aunque su número exacto es desconocido y algunas fuentes calculan hasta 15 millones.

- Otras minorías. Según Joshua Project, en Egipto hay 42 grupos étnicos, de los que una decena son árabes, entre ellos los egipcios, más los originarios de Líbano, Libia, Marruecos, Palestina, Sudán, Yemen, Argelia y del golfo de Arabia. A estos se añaden unos 15.000 abasios, procedentes del sudeste de Rusia, arabizados; otros 15.000 circasianos; unos 14.000 armenios; unos 32.000 baharíes, del oasis de Bahariya; unos 87.000 bejas, que son cusitas y viven en la costa, en el desierto oriental; unos 20.000 británicos; unos 6500 chechenos; unos 7600 chinos; unos 3300 filipinos; unos 100.000 franceses; unos 4300 fur; unos 32.000 alemanes; unos 64.000 griegos; unos 3800 italianos; unos 37.000 khargas, del oasis de Jariyá; unos 3200 oromos, pueblo cusita de Etiopía que habla el idioma oromo; cerca de dos millones de la etnia dom romaní o domari, originarios del subcontinente indio y que hablan domarí; unos 400.000 halebis, también romanís, divididos en cuatro tribus en el delta; unos 2100 rusos; unos 5400 sudasiáticos, unos 34.000 tuaregs de Argelia y unos 48.000 turcos.[24]